# سیارک ۱۹۵۶
سیارک ۱۹۵۶ (به انگلیسی: 1956 Artek، نامگذاری:1969TX1) هزار و نهصد و پنجاه و ششمین سیارک کشف شده‌است که در ۸ اکتبر ۱۹۶۹ کشف شد.
قدر مطلق سیارک برابر ۱۱٫۹۰ است.